# Herman Boerhaave
Herman Boerhaave (Voorhout, 31 de desembre de 1668 – Leiden, 23 de setembre de 1738), va ser un metge i botànic neerlandès. El seu principal assoliment va ser el de demostrar la relació entre els símptomes i les lesions.

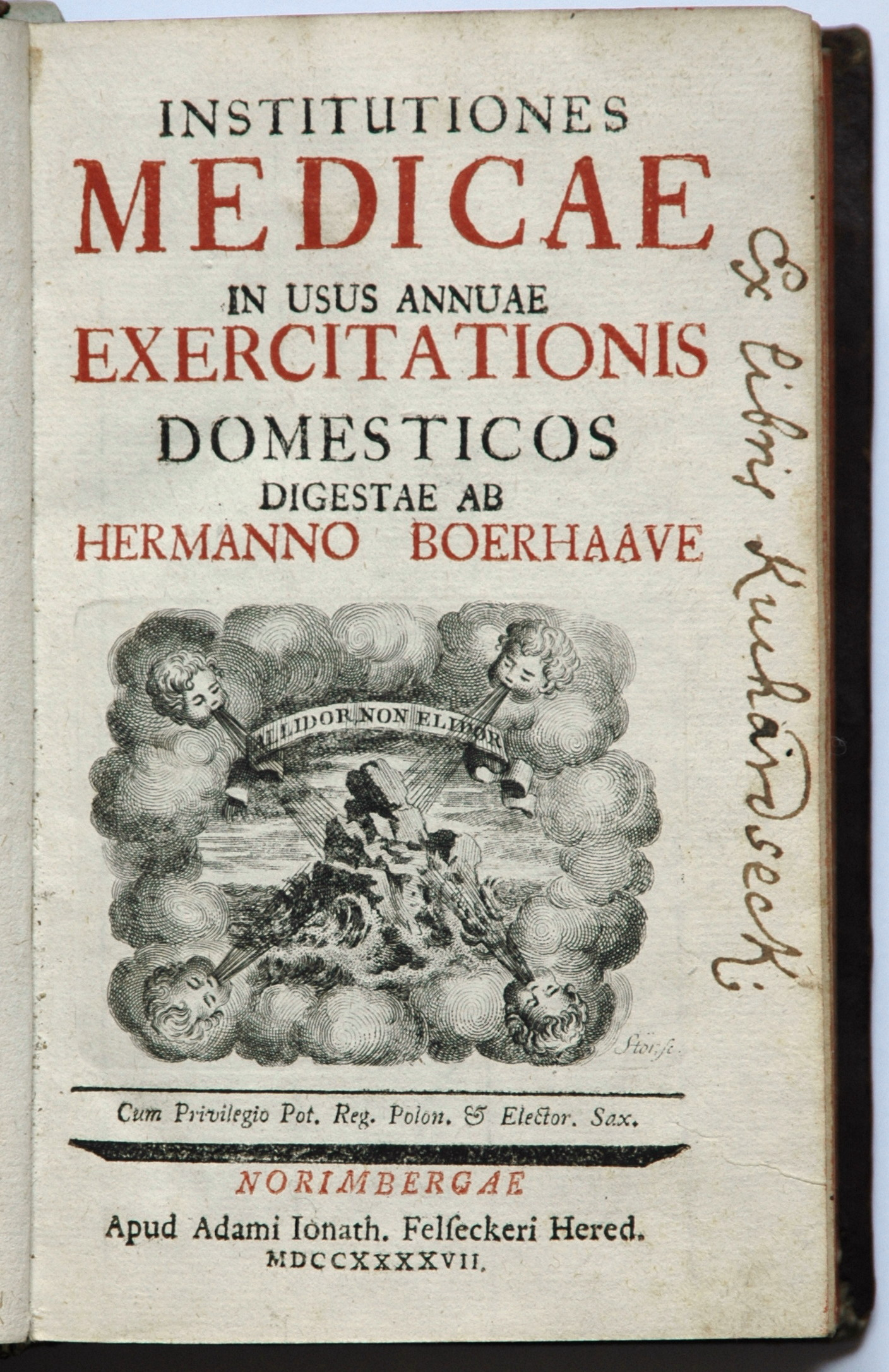
Frontis de l'obra Institutiones Medicae in usus annuae exercitationis domestico digestae

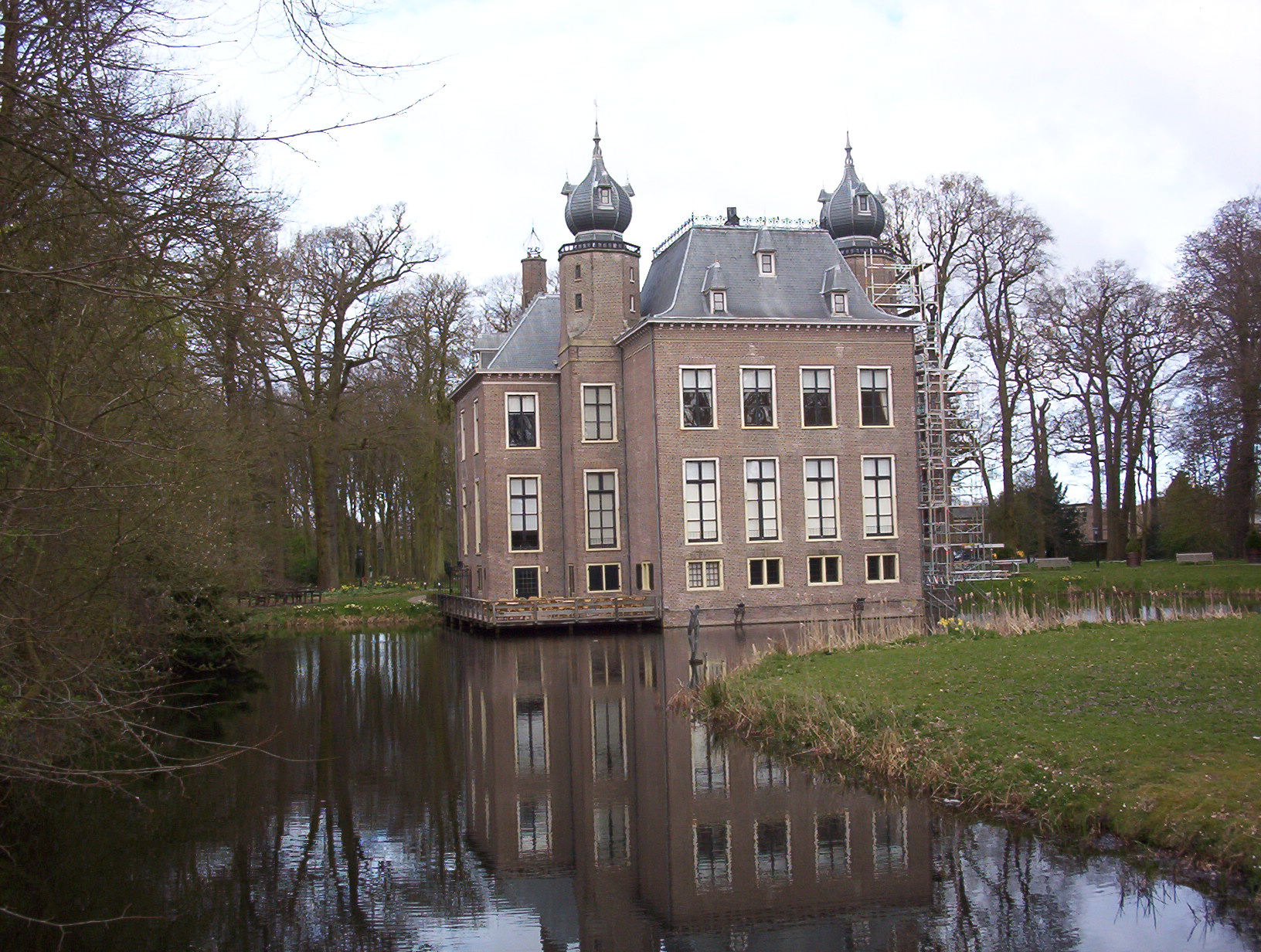
Casal de Boerhaave a Oegstgeest, prop de Leiden i seu d’un jardí botànic famós

## Biografia
Va estudiar a la Universitat de Leiden on es graduà en filosofia el 1689, amb una dissertació De distinctione mentis a corpore (sobre la diferència del cos i la ment), on atacava les doctrines d'Epicur, Thomas Hobbes i Spinoza. Es graduà en medicina el 1693 a l'antiga Universitat de Harderwijk actualment Gelderland.
El 1709 va passar a ser professor de botànica i medicina millorant el Jardí botànic de Leiden, i descrivint nombroses plantes. Va ser escollit membre de l'Acadèmia francesa de Ciències i el 1730 de la Royal Society. El tsar Pere el Gran de Rússia va rebre lliçons de Boerhaave en la visita a Holanda l'any 1716. Linnaeus i Voltaire el van anar a veure. Actualemt hi ha un museu amb el seu cognom a Leiden situat on ell feia les operacions. Boerhaave va ser el primer a descriure la Síndrome de Boerhaave que afecta l'esòfag.
De 1950 a 1970 la seva efígie apareixia a bitllets de banc neerlandesos.

## Obres
- Het Nut der Mechanistische Methode in de Geneeskunde (Leiden, 1703)
- Institutiones medicae (Leiden, 1708)
- Libellus de materie medica et remediorum formulis quae serviunt Aphorismis de cognoscendis et curandis morbis, (Leiden, 1709) am comentaris de Gerard van Swieten (1700–1772)
- Elementa chemiae (Paris, 1724).

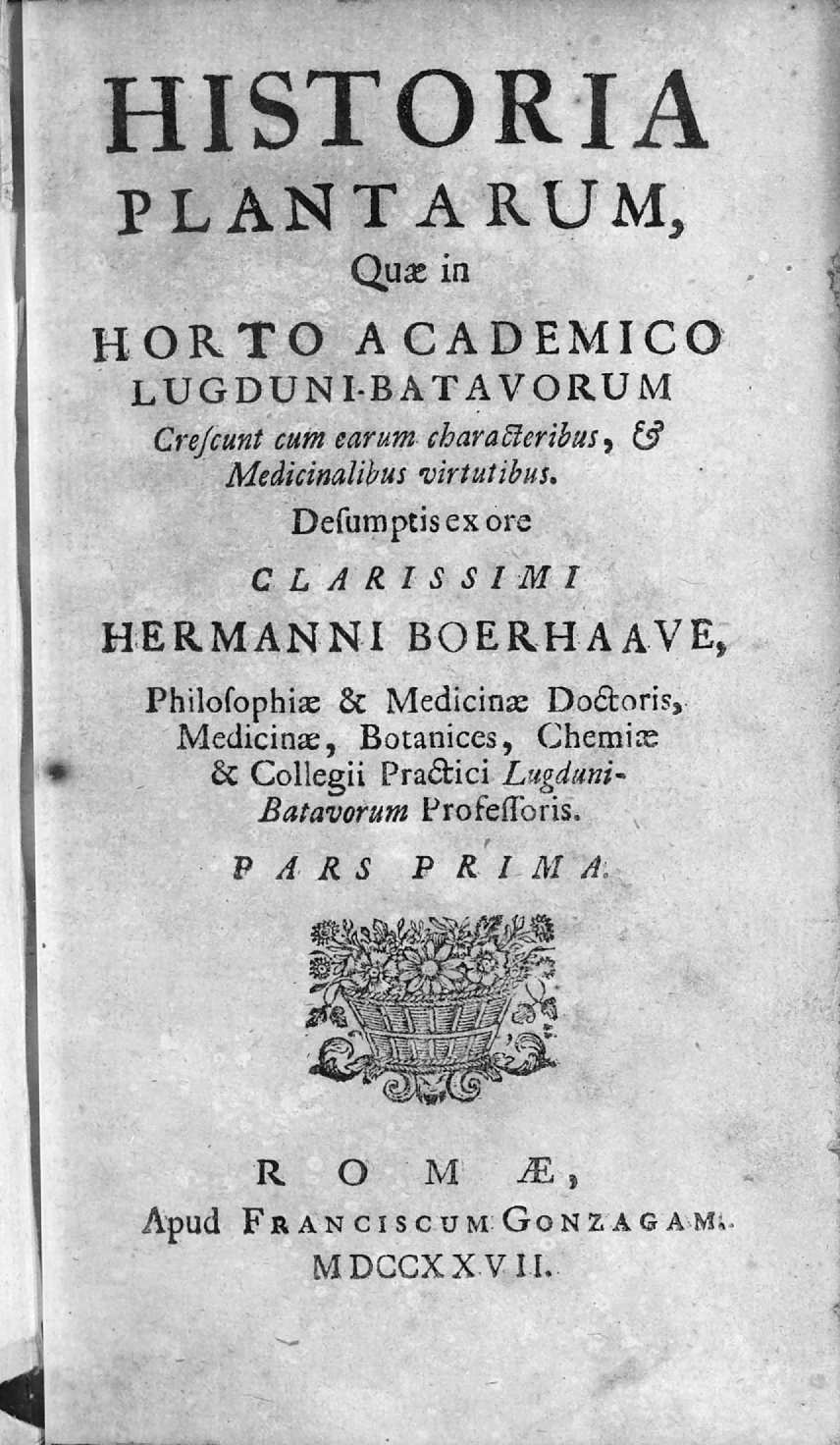
Historia plantarum quae in Horto Academico Lugduni-Batavorum crescunt, 1727
Aphorismi de cognoscendis et curandis morbis, 1728
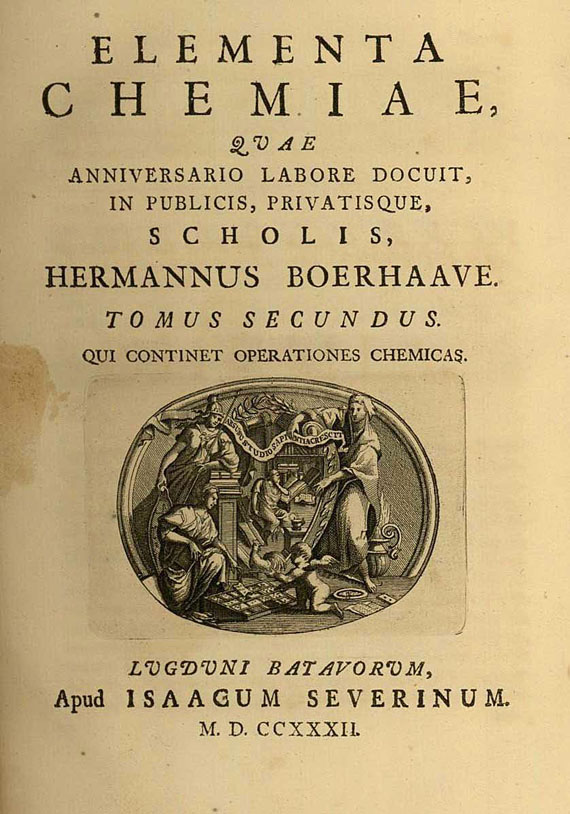
Elementa Chemiae, 1732